# Lamprocystis misella
Lamprocystis misella é uma espécie de gastrópode  da família Euconulidae.
É endémica de Guam.